# Serie A Élite 2011-2012
La Serie A Élite 2011-2012 è stata la 43ª edizione del massimo campionato nazionale italiano di pallamano maschile.
Esso è stato organizzato direttamente, come di consueto, dalla Federazione Italiana Giuoco Handball.
La squadra campione in carica era il Conversano.

## Formula

### Stagione regolare
A partire dalla stagione 2011/2012 il campionato si è svolto tra 12 squadre che si sono affrontate in una fase iniziale a girone unico, con partite di andata e ritorno.
Per ogni incontro i punti assegnati in classifica sono così determinati:
- Tre punti per la squadra che vinca l'incontro alla fine dei tempi regolamentari;
- Due punti per la squadra che vinca l'incontro dopo i tiri di rigore;
- Un punto per la squadra che perde l'incontro dopo i tiri di rigore;
- Zero punti per la squadra che perda l'incontro alla fine dei tempi regolamentari.

Al termine della stagione regolare si qualificano per i play off scudetto le squadre classificate dal 1º all'8º posto; le squadre classificate all'11º e 12º posto retrocedono in serie A1.

### Play off scudetto
Le squadre classificate dal 1º all'8º posto in classifica al termine della fase regolare hanno partecipato ai play off scudetto, che si sono disputate con la formula ad eliminazione diretta dei quarti di finale, semifinali e finale 1º-2º posto, al meglio delle tre gare.
La prima gara si è disputata in casa della squadra meglio classificata nella fase regolare (primo capoverso dell'art. 17 del R.A.S.F.).
La squadra 1ª classificata al termine dei play off è stata proclamata campione d'Italia.

## Squadre partecipanti
|                |                      |                  |                      |          |                    |
| Team           | Città                | Sponsor          | Impianto             | Capienza | Piaz. Stag. Prec.  |
| Ambra          | Poggio a Caiano (Po) |                  | EstraForum           | 2100     | 1ª Serie A1/B      |
| Bologna United | Bologna              | Carisbo          | PalaSavena           | 2700     | 2ª Serie A Élite   |
| Bozen          | Bolzano              | Loacker          | PalaGasteiner        | 500      | 5ª Serie A Élite   |
| Brixen         | Bressanone (Bz)      | Forst            | Palasport Bressanone | 2000     | 7ª Serie A Élite   |
| Conversano     | Conversano (Ba)      | PlanetWin365     | Pala San Giacomo     | 3500     | Campione 2010-2011 |
| Dorica Ancona  | Ancona               | Luciana Mosconi  | PalaVeneto           | 500      | 2ª Serie A1/B      |
| Junior Fasano  | Fasano (Br)          |                  | Palestra "F.Zizzi"   | 500      | 3ª Serie A Élite   |
| Mezzocorona    | Mezzocorona (Tn)     | Metallsider      | PalaFornai           | 500      | 8ª Serie A Élite   |
| Noci           | Noci (Ba)            | Intini           | Pala De Luca         | 500      | 4ª Serie A Élite   |
| Pressano       | Lavis (Tn)           |                  | Palavis              | 1500     | 1ª Serie A1/A      |
| Teramo         | Teramo               | TeknoElettronica | Pala San Nicolò      | 1500     | 6ª Serie A Élite   |
| Trieste        | Trieste              |                  | PalaChiarbola        | 4000     | 2ª Serie A1/A      |

## Stagione regolare

### Risultati
| andata | 1ª giornata          | ritorno   |
| ------ | -------------------- | --------- |
| 32-27  | Bolzano - Pressano   | 32-31 dtr |
| 23-29  | Noci - Trieste       | 25-24     |
| 25-34  | Mezzocorona - Ambra  | 27-29     |
| 29-28  | Fasano - Teramo      | 31-30 dtr |
| 28-36  | Bologna - Bressanone | 29-35     |
| 44-19  | Conversano - Ancona  | 29-22     |

| andata | 4ª giornata           | ritorno |
| ------ | --------------------- | ------- |
| 32-29  | Teramo - Bologna      | 36-33   |
| 30-24  | Bressanone - Ambra    | 27-28   |
| 20-48  | Ancona - Bolzano      | 28-44   |
| 29-22  | Pressano - Conversano | 20-22   |
| 26-27  | Noci - Fasano         | 25-27   |
| 29-24  | Trieste - Mezzacorona | 26-29   |

| andata | 7ª giornata           | ritorno |
| ------ | --------------------- | ------- |
| 23-26  | Bressanone - Pressano | 22-28   |
| 24-25  | Conversano - Noci     | 29-25   |
| 29-33  | Ambra - Teramo        | 24-28   |
| 46-25  | Bolzano - Bologna     | 39-21   |
| 32-21  | Trieste - Ancona      | 30-22   |
| 26-28  | Mezzacorona - Fasano  | 25-36   |

| andata | 10ª giornata            | ritorno   |
| ------ | ----------------------- | --------- |
| 28-30  | Bologna - Trieste       | 28-33     |
| 36-25  | Conversano - Bressanone | 27-20     |
| 35-17  | Fasano - Ancona         | 36-26     |
| 30-28  | Teramo - Pressano       | 24-30     |
| 32-27  | Noci - Ambra            | 33-24     |
| 38-23  | Bolzano - Mezzacorona   | 43-42 dtr |

| andata | 2ª giornata          | ritorno   |
| ------ | -------------------- | --------- |
| 25-23  | Bressanone - Fasano  | 21-25     |
| 27-28  | Ambra - Conversano   | 25-36     |
| 17-41  | Ancona - Noci        | 12-36     |
| 37-25  | Pressano - Bologna   | 36-35     |
| 22-30  | Trieste - Bolzano    | 35-36 dtr |
| 38-29  | Teramo - Mezzacorona | 29-31     |

| andata | 5ª giornata          | ritorno |
| ------ | -------------------- | ------- |
| 23-27  | Bressanone - Trieste | 22-21   |
| 22-20  | Conversano - Fasano  | 26-29   |
| 35-24  | Bolzano - Teramo     | 31-29   |
| 34-38  | Ambra - Pressano     | 24-31   |
| 30-39  | Bologna - Noci       | 23-28   |
| 25-28  | Mezzacorona - Ancona | 29-32   |

| andata | 8ª giornata          | ritorno |
| ------ | -------------------- | ------- |
| 26-29  | Teramo - Bressanone  | 23-22   |
| 28-34  | Ancona - Ambra       | 23-26   |
| 23-32  | Fasano - Bolzano     | 23-24   |
| 28-38  | Bologna - Conversano | 23-35   |
| 24-23  | Pressano - Trieste   | 27-25   |
| 33-22  | Noci - Mezzacorona   | 37-28   |

| andata    | 11ª giornata             | ritorno |
| --------- | ------------------------ | ------- |
| 32-30     | Bressanone - Bolzano     | 22-27   |
| 32-31 dtr | Pressano - Noci          | 29-31   |
| 33-32     | Ancona - Teramo          | 14-38   |
| 36-37     | Ambra - Bologna          | 30-32   |
| 27-26 dtr | Trieste - Fasano         | 27-29   |
| 33-36 dtr | Mezzacorona - Conversano | 25-39   |

| andata | 3ª giornata              | ritorno |
| ------ | ------------------------ | ------- |
| 36-26  | Bologna - Ancona         | 26-25   |
| 18-30  | Conversano - Trieste     | 21-18   |
| 33-25  | Bolzano - Ambra          | 36-30   |
| 32-27  | Fasano - Pressano        | 24-22   |
| 35-28  | Noci - Teramo            | 33-30   |
| 21-36  | Mezzacorona - Bressanone | 19-24   |

| andata | 6ª giornata            | ritorno   |
| ------ | ---------------------- | --------- |
| 31-22  | Fasano - Bologna       | 35-22     |
| 27-23  | Ancona - Bressanone    | 16-42     |
| 29-33  | Teramo - Conversano    | 24-38     |
| 29-35  | Noci - Bolzano         | 26-27     |
| 26-24  | Trieste - Ambra        | 24-26     |
| 24-21  | Pressano - Mezzacorona | 30-29 dtr |

| andata    | 9ª giornata           | ritorno |
| --------- | --------------------- | ------- |
| 27-24     | Bressanone - Noci     | 27-33   |
| 30-28     | Conversano - Bolzano  | 29-31   |
| 27-25     | Ambra - Fasano        | 27-38   |
| 27-32     | Ancona - Pressano     | 19-33   |
| 25-24     | Trieste - Teramo      | 28-25   |
| 38-39 dtr | Mezzacorona - Bologna | 36-39   |

### Classifica
|  | Pos. | Squadra        | Pt | G  | V  | N | P  | GF  | GS  | DR   |
|  | ---- | -------------- | -- | -- | -- | - | -- | --- | --- | ---- |
|  | 1.   | Bozen          | 57 | 22 | 20 | 0 | 2  | 757 | 596 | +161 |
|  | 2.   | Conversano     | 50 | 22 | 17 | 0 | 5  | 662 | 555 | +107 |
|  | 3.   | Junior Fasano  | 48 | 22 | 16 | 0 | 6  | 632 | 554 | +78  |
|  | 4.   | Pressano       | 44 | 22 | 15 | 0 | 7  | 641 | 587 | +54  |
|  | 5.   | Noci           | 43 | 22 | 14 | 0 | 8  | 670 | 578 | +92  |
|  | 6.   | Trieste        | 36 | 22 | 12 | 0 | 10 | 591 | 555 | +36  |
|  | 7.   | Brixen         | 33 | 22 | 11 | 0 | 11 | 593 | 568 | +25  |
|  | 8.   | Teramo         | 25 | 22 | 8  | 0 | 14 | 640 | 649 | -9   |
|  | 9.   | Ambra          | 21 | 22 | 7  | 0 | 15 | 614 | 670 | -56  |
|  | 10.  | Bologna United | 17 | 22 | 6  | 0 | 16 | 638 | 757 | -119 |
|  | 11.  | Dorica Ancona  | 12 | 22 | 4  | 0 | 18 | 502 | 751 | -249 |
|  | 12.  | Mezzocorona    | 10 | 22 | 2  | 0 | 20 | 607 | 727 | -120 |

Legenda:

      Qualificate ai Play off scudetto
      Retrocesse in Serie A1 2012-2013

## Play off scudetto

### Tabellone principale
|  | Quarti di finale | Quarti di finale | Quarti di finale | Quarti di finale | Quarti di finale |  |  | Semifinali | Semifinali    | Semifinali | Semifinali | Semifinali |    |    | Finale | Finale | Finale | Finale | Finale |  |
|  |                  |                  |                  |                  |                  |  |  |            |               |            |            |            |    |    |        |        |        |        |        |  |
|  | 1                | Bozen            | Bozen            | 35               | 43               |  |  |            |               |            |            |            |    |    |        |        |        |        |        |  |
|  | 8                | Teramo           | Teramo           | 28               | 33               |  |  | 1          | Bozen         | Bozen      | 33         | 32         |    |    |        |        |        |        |        |  |
|  | 4                | Pressano         | 23               | 23               | 31               |  |  | 4          | Pressano      | Pressano   | 25         | 29         |    |    |        |        |        |        |        |  |
|  | 5                | Noci             | 21               | 27               | 29               |  |  |            |               |            |            |            |    |    | 1      | Bozen  | 29     | 29     | 22     |  |
|  | 2                | Conversano       | Conversano       | 34               | 31               |  |  |            |               | 2          | Conversano | 28         | 32 | 21 |        |        |        |        |        |  |
|  | 7                | Brixen           | Brixen           | 20               | 23               |  |  | 2          | Conversano    | 35         | 25         | 27         |    |    |        |        |        |        |        |  |
|  | 3                | Junior Fasano    | Junior Fasano    | 28               | 26               |  |  | 3          | Junior Fasano | 28         | 29         | 26         |    |    |        |        |        |        |        |  |
|  | 6                | Trieste          | Trieste          | 22               | 25               |  |  |            |               |            |            |            |    |    |        |        |        |        |        |  |

### Risultati

#### Quarti di finale
| Squadra 1     | Squadra 2 | Gara 1                   | Gara 2                   | Gara 3              |
| ------------- | --------- | ------------------------ | ------------------------ | ------------------- |
| Bozen         | Teramo    | Bolzano, 14 apr. 2012    | Teramo, 21 apr. 2012     |                     |
| Bozen         | Teramo    | 35 - 28                  | 43 - 33                  |                     |
| Pressano      | Noci      | Lavis, 14 apr. 2012      | Noci, 20 apr. 2012       | Lavis, 24 apr. 2012 |
| Pressano      | Noci      | 23 - 21                  | 23 - 27                  | 31 - 29             |
| Conversano    | Brixen    | Conversano, 13 apr. 2012 | Bressanone, 21 apr. 2012 |                     |
| Conversano    | Brixen    | 34 - 20                  | 31 - 23                  |                     |
| Junior Fasano | Trieste   | Fasano, 14 apr. 2012     | Trieste, 21 apr. 2012    |                     |
| Junior Fasano | Trieste   | 28 - 22                  | 26 - 25                  |                     |

#### Semifinali
| Squadra 1  | Squadra 2     | Gara 1                   | Gara 2              | Gara 3                  |
| ---------- | ------------- | ------------------------ | ------------------- | ----------------------- |
| Bozen      | Pressano      | Bolzano, 28 apr. 2012    | Lavis, 5 mag. 2012  |                         |
| Bozen      | Pressano      | 33 - 25                  | 32 - 29             |                         |
| Conversano | Junior Fasano | Conversano, 27 apr. 2012 | Fasano, 5 mag. 2012 | Conversano, 8 mag. 2012 |
| Conversano | Junior Fasano | 35 - 28                  | 25 - 29             | 27 - 26                 |

#### Finale
| Squadra 1 | Squadra 2  | Gara 1                   | Gara 2                   | Gara 3                |
| --------- | ---------- | ------------------------ | ------------------------ | --------------------- |
| Bozen     | Conversano | Bressanone, 11 mag. 2012 | Conversano, 18 mag. 2012 | Bolzano, 25 mag. 2012 |
| Bozen     | Conversano | 29 - 28                  | 29 - 32                  | 22 - 21               |

## Verdetti
- Bozen : Campione d'Italia 2011-2012, vincitore della Coppa Italia 2011-2012 e qualificato alla EHF Champions League 2012-2013.
- Junior Fasano[3]: qualificata alla European Cup 2012-2013.
- Conversano e  Pressano: qualificate alla Challange Cup 2012-2013.
- Dorica Ancona e  Mezzocorona: retrocesse in Serie A1 2012-2013.

## Classifica marcatori
| Giocatore             | Squadra        | Reti |
| --------------------- | -------------- | ---- |
| Demis Radovčić        | Bozen          | 183  |
| Petras Raupenas       | Teramo         | 180  |
| Mirko Nikolič         | Brixen         | 175  |
| Adriano Di Maggio     | Pressano       | 165  |
| Željko Beharević      | Junior Fasano  | 156  |
| Miodrag Kazić         | Bologna United | 152  |
| Hrvoje Kovačić        | Mezzocorona    | 151  |
| Leonardo Querín       | Conversano     | 148  |
| Filiberto Kokuca      | Junior Fasano  | 144  |
| Dalibor Djordjiević   | Teramo         | 143  |
| Paulo Silva           | Pressano       | 141  |
| Dean Turković         | Bozen          | 139  |
| Pasquale Maione       | Bozen          | 138  |
| Radoš Pešić           | Noci           | 133  |
| Vito Vaccaro          | Teramo         | 131  |
| Francesco Rubino      | Junior Fasano  | 128  |
| Matej Nadoh           | Trieste        | 127  |
| Michael Gufler        | Bozen          | 123  |
| Alessio Giongo        | Pressano       | 121  |
| Tautvydas Mikalauskas | Noci           | 118  |